# Micraeschus prolectus
Micraeschus prolectus är en fjärilsart som beskrevs av Turner 1908. Micraeschus prolectus ingår i släktet Micraeschus och familjen nattflyn. Inga underarter finns listade i Catalogue of Life.